# Lin Huiyin
Huiyin Lin (林徽因S, Lín HuīyīnP,conosciuta anche come Phyllis Lin o Lin Whei-yin durante il periodo trascorso negli Stati Uniti; Hangzhou, 10 giugno 1904 – 1º aprile 1955) è stata un'architetta, storica dell'architettura e scrittrice cinese.
È considerata la prima architetta della Cina moderna. Suo marito era il famoso Liang Sicheng, conosciuto come il padre dell'architettura cinese moderna. Insieme hanno lavorato alla riscoperta e al restauro di siti archeologici cinesi, hanno collaborato alla creazione del dipartimento di architettura della Northeastern University di Shenyang nel 1928 e, dopo il 1949, hanno insegnato come docenti alla Università Tsinghua di Pechino. L'artista americana Maya Lin è sua nipote, figlia di Henry Lin, fratello minore di Huiyin.

## Biografia

### Primi anni
Lin Huiyin nacque ad Hangzhou, nella provincia di Zhejiang, il 10 giugno 1904. Era figlia di Lin Changmin, un importante funzionario del governo Beiyang, e di sua moglie He Xueyuan.
Nei primi anni 1920 viaggiò con il padre a Londra, dove conobbe il poeta cinese Xu Zhimo, con il quale ebbe una breve relazione, e successivamente negli Stati Uniti. Nel 1924 sia Lin che il suo futuro marito Liang Sicheng, il cui matrimonio insieme era già stato organizzato dalle rispettive famiglie, si iscrissero all'Università della Pennsylvania. Lin avrebbe voluto frequentare la facoltà di architettura come Liang, ma non venne ammessa in quanto considerata non adatto ad una ragazza: infatti per completare i loro progetti talvolta gli studenti dovevano lavorare anche di notte, e per una ragazza era considerato sconveniente farlo senza la presenza di un accompagnatore. Si laureò così nel 1927 alla facoltà di belle arti, riuscendo nel frattempo a seguire alcuni corsi di architettura. In seguitò trascorse un semestre all'Università Yale, studiando scenografia.

### Il matrimonio con Liang Sicheng e il ritorno in Cina

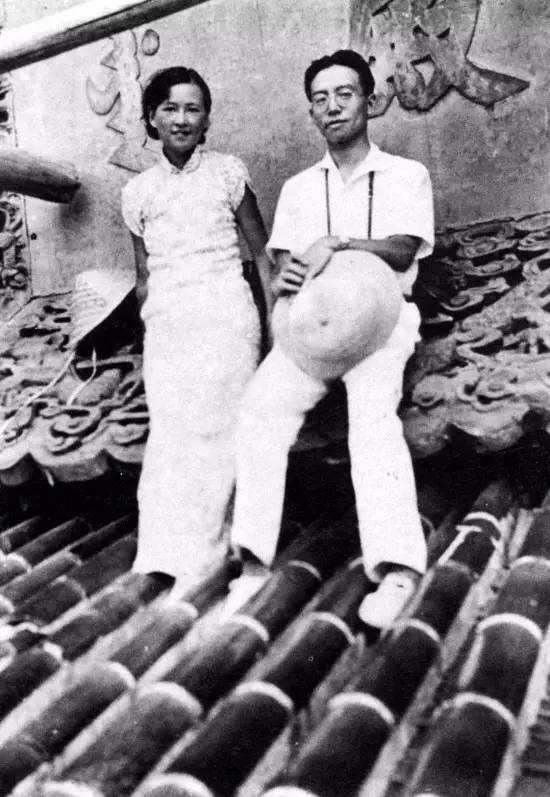
Lin Huiyin e Liang Sicheng sul tetto del Tempio del Cielo di Pechino

Nel 1928 Lin Huiyin e Liang Sicheng si sposarono in Canada, e da quel momento lavorarono sempre insieme. Tornati in Cina quello stesso anno, contribuirono alla creazione del dipartimento di architettura dell'Università Nordorientale di Shenyang, al tempo la seconda scuola di architettura del paese, e Lin progettò una stazione ferroviaria nella città di Jilin.
Nei primi anni 1930 si trasferirono a Pechino e iniziarono a organizzare spedizioni nell'entroterra per studiare e preservare esempi dell'antica architettura cinese. Tra le loro scoperte più notevoli vi fu il tempio di Foguang, che datarono come risalente al tempo della dinastia Tang, inserito nel 2009 tra i siti patrimonio dell'umanità dell'UNESCO come parte del Monte Wutai. Le difficili condizioni degli studi sul campo minarono però la salute di Huiyin, che si ammalò di tubercolosi.
Nel 1937, a causa dello scoppio della seconda guerra sino-giapponese, Lin e Liang dovettero interrompere le loro spedizioni e si ritirarono con i due figli in un cottage vicino a Kunming. A partire dal 1949 insegnarono architettura alla Università Tsinghua di Pechino, ma Lin morì a causa della tubercolosi nel 1955.
Durante la sua carriera Lin Huiyin contribuì al progetto dello stemma della Repubblica Popolare Cinese, scelto dal Governo Centrale del Popolo nel 1950, e del Monumento agli eroi del popolo in Piazza Tienanmen a Pechino, che non riuscì però a veder realizzato in quanto venne completato solo nel 1958, tre anni dopo la sua morte.
Oltre al lavoro nel campo dell'architettura era una apprezzata poetessa, scrisse saggi, storie di fantasia e opere teatrali e la sua casa di Pechino divenne un rinomato salone intellettuale. Si occupò anche di traduzioni dall'inglese al cinese, grazie alla sua perfetta conoscenza della lingua.
In Cina alla storia di Lin e Liang sono stati dedicati documentati e trasmissione televisive, e addirittura un'opera teatrale intitolata Lin Huiyin, messa in scena dalla China National Opera di Pechino nel 2017.